# Георги Хаджев
Георги Хаджев (Георги Николов Хаджипетков) е български писател и предприемач.

## Биография
Георги Николов Хаджипетков е роден през 1951 г. във Варна. Родителите му са изселници от Беломорска Тракия. До 1981 г. е живял и работил в Разград.
Дядо му хаджи Георги е крупен търговец на жито, демократ – сподвижник на Андрей Ляпчев и Никола Мушанов, депутат в народното събрание. Прадядо му хаджи Петко е производител на зехтин и водач на пилигрими до светите земи.
За да спази семейната традиция, той се заема с бизнес. Произвежда енергийни машини и елементи за редосеялки, които му осигуряват финансова независимост.
Автор е на три книги: „Обитателите на кафене Бразилия“, „Ронсонът“, „Картината“ и множество разкази, публикувани в списания „Простори“, „Пламък“, „Септември“, „Наша Родина“. В последно време сътрудничи на вестник „Екип 7“ – Разград, където описва в кратки художествено-документални очерци интересни образи от близкото минало.